# Чорна стріла (фільм, 1985, СРСР)
«Чорна стріла» (рос. Чёрная стрела) — радянський широкоформатний художній фільм 1985 року, який є екранізацією однойменної повісті Роберта Луїса Стівенсона, яка була вперше опублікована в 1883 році.

## Сюжет
У кінці XV століття йде війна за англійський престол — війна Червоної та Білої троянд. Річард Шелтон (Ігор Шавлак), батько якого був убитий, боровся під прапорами майбутнього короля Англії Річарда III, але зрозумівши цілі та прагнення ворогуючих сторін, він відійшов від боротьби.

## Ролі виконують
- Ігор Шавлак — Річард Шелтон
- Галина Беляєва — Джоанна Седлі / Джон Метчем
- Альгімантас Масюліс — Бенет Геч
- Борис Хмельницький — лорд Грей
- Сергій Тарасов — Нік Еплярд
- Олександр Філіппенко — Річард Глостер
- Володимир Федоров — карлик

## Навколо фільму
- Зйомки багатьох сцен фільму відбувалися в Хотинській фортеці в Україні.
- Герцог Річард Глостер (майбутній король Англії — Річард III) у фільмі показаний лисим і старим, хоча в романі (і в житті) він — зовсім ще юнак, навіть молодший від Річарда Шелтона.[1]